# Wallaga Lake National Park
Wallaga Lake National Park är en park i Australien. Den ligger i delstaten New South Wales, i den sydöstra delen av landet, omkring 300 kilometer söder om delstatshuvudstaden Sydney. Arean är 12,4 kvadratkilometer.
Trakten är glest befolkad. Närmaste större samhälle är Bermagui, nära Wallaga Lake National Park. 
I omgivningarna runt Wallaga Lake National Park växer i huvudsak städsegrön lövskog. Genomsnittlig årsnederbörd är 1 305 millimeter. Den regnigaste månaden är april, med i genomsnitt 168 mm nederbörd, och den torraste är juli, med 5 mm nederbörd.